# Viorica Cortez
Viorica Cortez (n. 26 decembrie 1935, Buciumi, România) este o celebră mezzo-soprană română.
A început să studieze muzica la Universitatea Națională de Arte „George Enescu” din Iași (1960-1963) continuând studiile la Conservatorul din București (1963-1965). Încă studentă fiind, a obținut Marele Premiu la Concursul Internațional de Canto din Toulouse (1964). Au urmat Marele Premiu special „Kathleen Ferrier” din t’Hertogenbosch (Olanda, 1965) și Premiul I cu medalie de aur al Concursului Internațional de Muzică „George Enescu” din București (1967). Premiul de la Toulouse i-a deschis imediat toate marile scene. Fără a mai trece prin roluri mici, a obținut un contract în Franța pentru rolul principal din opera "Samson și Dalila" de Camille Saint-Saëns. 
În anul 1971 a decis să rămână la Paris unde a desfășurat o vie activitate artistică mai întâi în Franța, apoi în întreaga Europă. În 1974, Viorica Cortez s-a căsătorit cu Emmanuel Bondeville (1898 - 1987). După emigrare și până în decembrie 1989 nu a mai avut voie să cânte pe nici o scenă din România. A obținut cetățenia franceză, dar nu a renunțat nici la cea română. 
Viorica Cortez este sora mai mare a profesoarei de pian Ștefania Șerban și a sopranei Mioara Cortez.

## Distincții și premii
- Ordinul Meritul Cultural clasa a IV-a (12 septembrie 1968) „pentru merite deosebite în activitatea muzicală”[8]
- Marele Premiu al Discului Liric al Academiei Franceze
- Titlul de Cetățean de Onoare al orașelor București și Iași (1991) [9]